# 3-й кавалерийский корпус (Российская империя)
3-й кавалери́йский ко́рпус (3кк; III ко́нный корпус, «Ке́ллеровский корпус») был сформирован 10—11 марта 1915 года в составе 9-й армии согласно приказу главнокомандующего армиями Юго-Западного фронта генерала от артиллерии Н. И. Иванова. Стал одним из двух сформированных в Русской императорской армии весной 1915 года кавалерийских корпусов. Формировал корпус и был его первым командиром генерал-лейтенант граф Ф. А. Келлер.
3-й конный корпус часто выполнял более широкие задачи, нежели предписанные обычному корпусу: усиливаясь приданными ему частями, корпус образовывал группы войск.
Корпус сыграл важную роль в борьбе за власть в 1917 году, оказавшись в центре двух значительных военно-политических событий: неудавшегося августовского 1917 года выступления генерала Л. Г. Корнилова и Гатчинского похода А. Ф. Керенского и П. Н. Краснова против большевиков, захвативших власть в Петрограде в октябре 1917 года.

## Формирование
Формирование корпуса было начато в марте 1915 года.
Согласно телеграмме командующего 9-й армией генерала П. А. Лечицкого:

Временный 3-й кавалерийский корпус в составе Отдельной гвардейской кавалерийской бригады, 10-й кавалерийской и 1-й Донской дивизии генерал-лейтенанта Келлера считать временно сформированным с 12 часов ночи с 10 на 11 марта. 3-му кавалерийскому корпусу сосредоточиться в районе Тлусте по указанию командира 2-го кавалерийского корпуса.
К весне 1915 года существовали лишь отдельные конные дивизии, различающиеся выучкой и боевым духом, например, такие, как кадровая 10-я кавалерийская дивизия, выученная в соответствии с требованиями генерала Ф. А. Келлера, и иррегулярная и иначе подготовленная, не знавшая такого строгого руководства 1-я Донская казачья. Для объединения и успешных совместных действий столь разных соединений была необходима серьёзная работа, которая осложнялась идущей войной. При этом условий для такой работы создано не было: казна не выделила денег даже для приобретения имущества для нового корпуса. Командиру нового конного корпуса Келлеру пришлось искать выход из этого сложного положения. 5 апреля он отдал приказ:

Штаб 3-го кавалерийского корпуса и управление корпусного интенданта спешно формируются. Ввиду неотпуска средств из казны для приобретения положенного по штату имущества предписываю на покупку обоза, лошадей и канцелярского имущества отчислить из хозяйственных сумм каждого полка, входящего в его состав, по 500 рублей и от каждой батареи — по 100 рублей, которые представить под расписку исполняющему должность начальника штаба корпуса немедленно.

## Условия службы
В 3-м конном корпусе, как и ранее в 10-й кавалерийской дивизии, когда ею командовал Келлер, были установлены строгий порядок и железная боевая дисциплина, что некоторым не нравилось, однако стало в годы войны главным фактором побед подчинённых генерала в боях с немцами и австро-венграми. В корпусе происходил своего рода отбор: бойцам, не готовым к ежедневной напряжённой работе под руководством Келлера, приходилось уходить в другие части.
При этом во время боевых действий на фронте положение и довольствие нижних чинов корпуса находились под пристальным наблюдением и опекой командующего: Келлер оперативно принимал меры по обеспечению их необходимым, заботливо относился к здоровью своих подчинённых.

## Контрразведка корпуса
Важным направлением работы генерала Келлера, по оценке современных историков, характеризующей генерала как опытного командира, была борьба со шпионажем и пропагандой врага. Вражеская пропаганда уже к началу 1915 года достигла такой интенсивности, что заставила Ставку Верховного Главнокомандующего уделять противодействию ей особое внимание.
Так спецслужбы Австро-Венгрии активно использовали в своей шпионской и разведывательной деятельности еврейское население прифронтовой полосы, а также детей.
Поэтому, когда весной 1915 года на участке келлеровского корпуса было отмечено усиление работы австрийской разведки, Ф. А. Келлер принял ряд мер для исключения возможности получения противником сведений о его корпусе: выселение отдельных лиц, ряд превентивных мер в отношении населения занятых территорий, враждебно настроенного к Русской армии. При корпусе работали военно-полевые суды. Работа контрразведки корпуса была поставлена командующим настолько эффективно, что до начала 1916 года австрийцы не пытались в расположении корпуса рисковать жизнями своих шпионов.
Келлер так комментировал секрет успеха операций своих контрразведчиков:

Много раз результативность действий 3-го кавалерийского корпуса в районе местечка Новоселица зависела от плодотворной работы начальника тайной разведки подполковника 9-го драгунского Казанского полка.
Имя этого офицера не было названо Келлером и пока не установлено.

## Под командой графа Келлера. Боевой путь в Великой войне

### Победа под Хотином
16—17 марта 1915 года, несмотря на все трудности, возникшие при формировании, Ф. А. Келлер, только что вступивший в командование корпусом, провёл его силами блестящий бой под Хотином: корпус атаковал и отбросил из пределов России в Буковину 42-ю венгерскую пехотную Гонведную дивизию и гусарскую бригаду, пытавшиеся выполнить обход левого фланга русского Юго-Западного фронта. В бою все вновь объединённые под командованием генерала Келлера войска продемонстрировали дружные и согласованные действия, взяли под Хотином в плен «33 офицера, более 2100 нижних чинов». Было «захвачено 40 походных кухонь, 8 телефонных вьюков, масса оружия и патронов». Несколько австро-венгерских батальонов были полностью уничтожены.

### Бои 18—19 марта у деревни Самушин
Бои корпуса на левом фланге 9-й армии у деревни Самушин, позволившие отразить действия противника и вывести 9-ю армию из сложной ситуации, получили высокую оценку: корпус и его командующий удостоились благодарности Верховного главнокомандующего Великого князя Николая Николаевича, что было доведено Келлером до сведения его подчинённых 22 марта 1915 года:

Генерал-лейтенанту графу Келлеру. Лихое дело кавалерийского корпуса под Вашей командой несказанно обрадовало сердце старого генерала инспектора кавалерии. Честь и слава нашей доблестной коннице! Передайте всем участникам этого славного дела мою сердечную благодарность. Дай Вам Бог новые геройские подвиги!— Генерал-адъютант Николай

### Заднестровское сражение
Корпус - активный участник Заднестровской операции 26 апреля - 2 мая 1915 г. К 20 апреля 1915 года 3-й конный корпус имел численность 9490 шашек, обладал 38 орудиями и 26 пулемётами. В состав корпуса входили 10-я кавалерийская дивизия, 1-я Донская казачья дивизия и 2-я Сводная казачья дивизия, всего 14 полков (82 эскадрона и сотен).
26 апреля 1915 года 9-я армия генерала Лечицкого, в состав которой входил 3-й конный корпус, начала наступление вдоль Днестра. Конница генерала Келлера сделала решающий вклад в победу в Заднестровском сражении, когда русские войска нанесли поражение 7-й австро-венгерской армии и отбросили её за Прут.
27 апреля войска 3-го кавалерийского корпуса, атаковав укрепления противника, прорвали проволочные заграждения и врукопашную взяли вражеские окопы, овладели укреплённой позицией противника. «Келлеровцы» взяли в этот день 6 орудий, 6 пулемётов, 2 прожектора, зарядные ящики и 1500 пленных.
За этот бой командующий корпусом удостоился очередной благодарности Верховного командования и Главнокомандующего Юго-Западного фронта, о чём сообщил своим подчинённым в приказе от 1 мая 1915 года.

Передайте мою горячую благодарность своим доблестным дивизиям, продолжающим радовать меня своей лихой работой.— Генерал-адъютант Николай

Сердечное спасибо лихому 3-му кавалерийскому корпусу, а 9-му Донскому казачьему полку в особенности и их молодцам генералам с графом Келлером во главе за новое славное дело у Баламутовки и Ржавенцы. Да поможет им Всевышний радовать Царя и Родину своими победными успехами.— Генерал-адъютант Иванов
Боевая работа корпуса в марте и апреле 1915 года была отмечена наградами. Так, командующий был награждён орденами Святого Георгия 3-й степени и Святой Анны 1-й степени с мечами, а командир 1-й Донской казачьей дивизии, внёсшей наибольший вклад в успехи 9-й армии, генерал-майор Г. И. Чоглоков — орденом Святого Станислава 1-й степени с мечами. За этот период за мужество и героизм Ф. А. Келлером были представлены к награждению Георгиевским крестом не менее 154 офицеров.

### Бои в мае — июне 1915 года
В ходе начавшегося 18 апреля 1915 года мощного контрнаступления германских войск в районе Громник — Горлице события на фронте приняли неблагоприятный для Русской армии оборот.
В мае и июне 3-й корпус вёл тяжёлые бои с наступавшим противником, в которых только за период с 26 мая по 13 июня потерял 102 бойцов и четверых офицеров убитыми при 429 раненых солдатах и 17 офицерах.

### Смотры частей корпуса
29 марта 1916 года состоялся Высочайший смотр 3-го конного корпуса Верховным главнокомандующим Русской армии императором Николаем II. Смотр прошёл удачно, полки 10-й кавалерийской и 1-й Донской казачьей дивизий получили поздравление Келлера в приказе по корпусу. Полкам 1-й льготной Терской казачьей дивизии Келлер передал царский привет.
Смотр 3-му конному корпусу был также дважды дан походным атаманом всех казачьих войск великим князем Борисом Владимировичем: они были устроены 18 марта и 14 августа 1916 года.

### Роль в Брусиловском прорыве
В ходе Брусиловского прорыва корпус Келлера выделялся даже на фоне лучших частей Русской армии. Корпус - активный участник майского наступления 9-й армии. Уже через 7 дней после начала наступления Юго-Западного фронта командующим армиями фронта генералом А. А. Брусиловым был отмечен героизм именно 3-го конного корпуса, проявившего массовую доблесть при взятии Черновиц.
В конце июня — начале июля 1916 года келлеровский корпус захватил большое число пленных (11 офицеров и 1137 солдат) и трофеев, в том числе 800 тонн ценного со стратегической точки зрения антрацита, 2 пулемёта, огнемёт и другое военное снаряжение.
Действия корпуса в напряжённых боях во время Луцкого наступления много раз были отмечены в приказах высшего командования.
Преследуя врага, 3-й конный корпус вступил в Карпаты. 14 июня 1916 года Ф. А. Келлер отмечал в приказе:

В бою 10 сего июня за обладание городом Кимполунгом решающее значение сыграли обходные части корпуса, особенно 2-й Кизляро-Гребенской полк, ворвавшийся в него во главе с временным командующим 1-й Терской льготной казачьей дивизии генерал-майором Хорановым и командиром полка полковником Хетагуровым с севера. При этом 1-я сотня полка под командой подъесаула Золотарева, совершив более дальний переход, у западной окраины Кимполунга захватила шоссе и преградила противнику путь отступления. Результатом таких действий стал захват корпусом в плен 40 офицеров, полторы тысячи нижних чинов и 11 пулеметов. Сердечно благодарю всех господ генералов, штаб и обер-офицеров, нижних чинов корпуса за это молодецкое дело, в котором мы овладели городом Кимполунг, став на Карпатах твёрдой ногой.— Генерал граф Келлер
Очередной раз раненый, 16 июня граф Келлер был вынужден отбыть на лечение, передав корпус временно в руки генерал-лейтенанта В. Е. Маркова. И в отсутствие своего командира в ходе дальнейших боёв Луцкого прорыва 3-й корпус способствовал максимальному продвижению наступления Юго-Западного фронта.
До конца июня 1916 года корпус вёл напряжённые встречные бои, защищая горный хребет. Во время высшего напряжения боёв 25 и 26 июня корпус отбил натиск серьёзно превосходивших келлеровцев 30 австрийских и немецких батальонов со множеством тяжёлой и лёгкой артиллерии.
30 июня был ранен и отбыл на лечение заменявший Келлера генерал Марков. Временное командование корпусом принял генерал-лейтенант Ф. С. Рерберг. 3 июля новый командующий начал новое наступление, которое продолжалось до конца месяца; в первой половине августа корпус вёл ожесточённые встречные бои.
13 июля в Терскую дивизию прибыла и была прикомандирована ко 2-му Волгскому казачьему полку 1-й Терской льготной казачьей дивизии лейб-гвардии 4-я Терская сотня Собственного Его Императорского Величества Конвоя. Прибыла она в составе командира сотни подъесаула Григория Татонова, младших офицеров - подъесаула Анатолия Федюшкина, сотников Константина Зерщикова, Николая Золотарёва, Василия Склярова, трех подхорунжих Ильи Зозули, Максима Очередько, Германа Кирилина, 152 урядников и казаков, двух фельдшеров и пяти денщиков. Как и кубанские конвойцы, гвардейские терцы в боевой обстановке показали себя выше всяких похвал. Многие терцы-конвойцы получили Георгиевские награды.

### Бои в сентябре — декабре 1916 года
Ф. А. Келлер вернулся к командованию 3-м конным корпусом через 3 месяца после ранения — 15 сентября 1916 года. В это время Юго-Западный фронт стремился развить летние успехи, однако враг безостановочно контратаковал. В результате в боевой работе 3-го корпуса атаки перемежались с обороной. В боях 3—6 октября келлеровцы взяли стратегический пункт Скапргенари, продолжив дальнейшее наступление.
К октябрю 1916 года интенсивность боёв ещё более возросла, соответственно многократно усилился поток раненых, с приёмом которых перестали справляться врачи. Тяжелейшее положение на фронте корпуса Келлера продолжалось до конца 1916 года, когда корпус после непрерывных напряжённых многомесячных боёв стал нуждаться в отдыхе и пополнении.
Высокое мужество и героизм показали прикомандированные в корпус казаки 4 -й Терской сотни С.Е.И.В. Конвоя. 4 октября между 13-м Донским полком и сунженцами образовался разрыв, в который устремился противник. Для исправления положения есаул Григорий Татонов с лейб-гвардии 4-й Терской сотней Конвоя ночью, пройдя через лес, под огнём неприятеля заполнил прорыв и, несмотря на сильный огонь и беспрерывные вражеские атаки, удерживал позицию в течение 2-х суток, до подхода подкрепления.
Положение утомлённого длительными боями корпуса характеризовал его командующий в отправленном 15 декабря в Ставку рапорте:

Генералу для поручений при Верховном Главнокомандующем Свиты генералу Петрово-Соловово. 3-й кавалерийский корпус, находясь в постоянных боях и походах, совершенно истомился. Пребывая в короткое время в трёх армиях, что потребовало от корпуса напряжённой работы не считаясь с его положением, он дошел до шестирядного состава во взводах и не составляет уже той грозной силы, которую составлял до сих пор, и в скором времени должен будет прийти в совершенно небоеспособное состояние. Ходатайствую об отведении корпуса в составе 10-й кавалерийской, 1-й Донской казачьей и 1-й Терской казачьей дивизий в глубокий тыл хотя бы на короткое время, чтобы дать ему возможность пополниться и привести в порядок материальную часть для дальнейшей работы.— Генерал граф Келлер
К концу 1916 года соединение Келлера могло считаться «кавалерийским корпусом» лишь по названию: к январю 1917 года в корпусе насчитывалось около 3000 шашек с 650 лошадьми, при том что на 1 ноября 1916 года в нём было 12 343 шашки и 831 штык.
29 января 1917 года был наконец начат запоздалый отвод корпуса с Румынского фронта в тыл — город Оргеев Бессарабской губернии, а незадолго до этого, 15 января, командир корпуса Келлер был произведён в генералы от кавалерии.

## Февральский переворот
3 марта штаб корпуса получил телеграмму из Ставки об отречении императора Николая II от престола. Командир корпуса провёл собрание унтер-офицеров корпуса, чтобы выяснить их отношение к отрёкшемуся царю. 4 марта Келлер вызвал корпус в окрестности Оргеева, где во всеуслышание заявил:

Я получил депешу об отречении Государя и о каком-то там Временном правительстве. Я, ваш старый командир, деливший с вами и лишения, и горести, и радости, не верю, чтобы Государь Император в такой момент мог добровольно бросить армию и Россию.
В полдень 6 марта Келлер отправил императору телеграмму, в которой от лица корпуса и себя лично выражал негодование по отношению к тем войскам, что присоединились к мятежникам, а также просил царя не покидать престола.
Несмотря на то что телеграмма из Оргеева и была перехвачена «временщиками», этот поступок Келлера не остался неизвестным Николаю Александровичу: вернувшись после вынужденного отречения в Царское Село, император рассказал там о проникнутой духом верности телеграмме генерала Келлера, о том, что в своей телеграмме командир 3-го кавалерийского корпуса подчёркивал, что командуемый им корпус не верит в то, что царь добровольно решил оставить армию, и сообщал о готовности корпуса прийти ему на выручку.
Полкам 3-го корпуса зачитали тексты обоих актов отречения, солдаты отреагировали на это недоумением. «Неожиданность ошеломила всех. Офицеры, так же как и солдаты, были озадачены и подавлены». И только в нескольких группах солдат — писарей, технических команд, санитаров — царило приподнятое настроение.
После перехода власти к Временному правительству генерал Келлер предпринял всё, что было в его силах, для поддержания порядка в частях корпуса и противодействия начавшимся в армии разрушительным революционным процессам, продолжал держать 3-й конный корпус «в кулаке». Генерал вступил в конфликт с новым военным министром А. И. Гучковым, протестуя против вводимых последним новшеств, вредных для армии.
Уходить в отставку по собственному желанию генерал Ф. А. Келлер не собирался. Его отношение к происходящему в стране и в армии, однако, сделало его «одним из первых кандидатов в списке высших офицеров, которых новая революционная власть решила отправить в отставку как неблагонадёжных». Повода для отставки ждать долго не пришлось: Келлер отказался приносить присягу Временному правительству и приводить к ней свой конный корпус.
Перехваченная верноподданническая телеграмма генерала привела к прибытию вскоре в штаб келлеровского корпуса генерала К. Маннергейма, который предпринял попытку уговорить Келлера подчиниться Временному правительству или, по меньшей мере, убедить его отказаться от воздействия в этом отношении на своих подчинённых. Однако граф не пошёл на уступки, отказался присягать Временному правительству, сказав:

Я христианин, и думаю, что грешно менять присягу.
Генерал «заявил, что отказывается приводить свой корпус к присяге, так как не понимает существа и юридического обоснования верховной власти Временного правительства; не понимает, как можно присягать повиноваться Львову, Керенскому и прочим определённым лицам, которые могут ведь быть удалены или оставить свои посты…». При этом он успокоил барона Маннергейма, проинформировав его, что «воздействие на волю войск никогда не входило в его, графа Келлера, расчёты».
16 марта 1917 года генерал отдал последний приказ полкам 3-го конного корпуса:
Сегодняшним приказом я отчислен от командования славным 3-м кавалерийским корпусом. Прощайте же, все дорогие боевые товарищи, господа генералы, офицеры, казаки, драгуны, уланы, гусары, артиллеристы, самокатчики, стрелки и все служащие в рядах этого доблестного боевого корпуса!

Переживали мы с Вами вместе и горе, и радости, хоронили наших дорогих покойников, положивших жизнь свою за Веру, Царя и Отечество, радовались достигнутыми с БОЖЬЕЙ помощью неоднократным успехам над врагами. Не один раз бывали сами ранены и страдали от ран. Сроднились мы с Вами. Горячее же спасибо всем Вам за Ваше доверие ко мне, за Вашу любовь, за Вашу всегдашнюю отвагу и слепое послушание в трудные минуты боя. Дай Вам Господи силы и дальше служить так же честно и верно своей Родине, всегдашней удачи и счастья. Не забывайте своего старого и крепко любящего Вас командира корпуса. Помните то, чему он Вас учил. Бог Вам в помощь.
Сдав корпус одному из своих боевых товарищей генералу А. М. Крымову, генерал Келлер уехал из армии в Харьков, где проживала в это время его семья.
Как писал служивший в это время под началом Келлера генерал А. Г. Шкуро:

Келлер сдал корпус ген. Крымову и уехал из армии. В глубокой горести и со слезами провожали мы нашего графа. Офицеры, кавалеристы, казаки, все повесили головы, приуныли, но у всех таилась надежда, что скоро недоразумение объяснится, что мы ещё увидим нашего любимого вождя и ещё поработаем под славным его командованием. Но судьба решила иначе.
После вынужденной отставки графа Келлера 3-й конный корпус был приведён новым командующим генералом А. М. Крымовым к присяге Временному правительству.

## Корниловское выступление
В корниловские дни 3-й конный корпус, сохранивший в сравнении с другими частями довольно высокую боеспособность, и его новый командующий генерал А. М. Крымов стали основной силой Верховного главнокомандующего генерала Л. Г. Корнилова в его противостоянии с министром-председателем А. Ф. Керенским.
Новый Верховный главнокомандующий Русской армии генерал Л. Г. Корнилов предпринял ряд мер, направленных на восстановление дисциплины в армии и правопорядка в стране. По решению Временного правительства[а] и с согласия А. Ф. Керенского[б] генерал Корнилов начал действия по переброске частей к Петрограду. На Петроград был отправлен 3-й конный корпус и Туземная («Дикая») дивизия под командованием генерал-лейтенанта А. М. Крымова. Одновременно из Финляндии на Петроград двигался 1-й кавалерийский корпус генерал-майора А. Н. Долгорукова, но войти в столицу в случае восстания большевиков, чтобы полностью (после подавления июльского мятежа) с ними покончить и взять под контроль ситуацию в столице, должны были всё-таки казаки 3-го корпуса и горцы Крымова. 24 августа Корнилов издал распоряжение командующему 1-й Кубанской казачьей дивизией генералу П. Н. Краснову принять командование 3-м конным корпусом. 29 августа Краснов уже находился во вверенном ему корпусе, а Крымов возглавил Отдельную Петроградскую армию, подчинявшуюся напрямую Ставке.
28 августа войска Крымова заняли Лугу, разоружив местный гарнизон. У станции Антропшино Туземная дивизия вступила в перестрелку с солдатами Петроградского гарнизона. В условиях угрозы сохранению власти правительства Керенский искал возможности для переговоров, но его отговорили ехать в Ставку из-за опасности расправы — ходили слухи, что Керенскому в войсках вынесен смертный приговор. Помощь в подавлении выступления правительству предложили Советы. Временное правительство предпочло прибегнуть к услугам большевистских агитаторов для контакта с восставшими частями и раздать оружие петроградским рабочим, что впоследствии способствовало Советам в проведении Октябрьской революции.
29 августа Керенский отдал указ об отстранении от должностей и предании суду «за мятеж» генерала Корнилова и его старших сподвижников.
Вызванный при содействии генерала М. В. Алексеева Крымов, оставив корпус в окрестностях Луги, направился в Петроград по приглашению Керенского, которое было передано через приятеля генерала — полковника Самарина, занимавшего должность помощника начальника кабинета Керенского. Подробности разговора между Крымовым и Керенским до нас не дошли. По свидетельствам очевидцев, из-за дверей кабинета доносился гневный голос генерала Крымова, обличавшего министра-председателя. По окончании разговора Крымов прошёл в канцелярию военного министра и застрелился. По воспоминаниям генерала А. С. Лукомского, перед смертью Крымов через адъютанта передал Корнилову письмо. Корнилов письмо получил, но с его содержанием никого не ознакомил.
Навстречу войскам Крымова были отправлены агитаторы с целью деморализовать казаков. Части Отдельной Петроградской армии потеряли боеспособность.
Сам генерал Корнилов отказался от возможности использования верных ему войск, не желая гражданской войны, и был арестован 2 сентября. «Корниловское выступление» провалилось.

## 3-й конный корпус в Петрограде
30 августа генерал М. В. Алексеев, начальник штаба А. Ф. Керенского, провозгласившего себя Верховным главнокомандующим, подтвердил назначение генерала П. Н. Краснова командующим 3-м кавалерийским корпусом.
Служивший ранее под начальством генерала Келлера генерал Краснов писал о назначении его на должность командующего прославленным корпусом: «Будь это назначение в старое дореволюционное время — оно меня, конечно, страшно обрадовало бы. III кавалерийский корпус, бывший раньше под командою гр. Келлера, пользовался необыкновенно громкой боевой репутацией… 1-я Донская дивизия, входившая в состав этого корпуса, была для меня родной дивизией. Я в ней командовал полком в мирное время в Замостьи и с нею проделал весь поход 1914 года и до конца апреля 1915 года. Все офицеры и даже казаки этой дивизии были не только моими боевыми товарищами, но, смело скажу, — были моими друзьями».
4 сентября 3-й конный корпус вступил в Петроград и Красное Село.
Новый командующий корпусом так оценивал его расположение в столице в то время:

Керенский правильно учёл значения присутствия III-го конного корпуса под Петроградом. Совет солдатских и рабочих депутатов присмирел. Царскосельский гарнизон, когда кругом стояли донцы, изменился до смешного. Солдаты начали чисто одеваться и отдавать честь офицерам. Всё это сделало только то, что появились нерасхлюстанные части, что у ворот дворца Великой Княгини Марии Павловны стоял чисто одетый часовой, который не лущит семечек, казаки праздно не шатались по городу, а те, кто появлялся на улицах, были чисто одеты и отдавали щеголевато честь офицерам. Одна внешность уже влияла оздоровляющим образом, надо было поддержать её и воспитать снова офицеров и казаков.— П. Н. Краснов
7 сентября генерал Краснов посетил Пулково, где располагались 9-й и 10-й Донские казачьи полки корпуса.

## Гатчинский поход
В сентябре 1917 года 3-й конный по приказу Керенского из предместий Петрограда был переведён в район Острова и попал под начальство штаба Северного фронта, где было решено распылить его на пространстве от Вендена до Витебска.
После захвата власти большевиками в октябре 1917 года 3-й конный корпус под командованием генерала Краснова участвовал в боях под Петроградом: брал Гатчину, Царское Село, вёл бои под Пулковом.
25 октября Керенский, наконец, осознал всю серьёзность положения, складывавшегося в столице в связи с открыто готовившимся и уже ведшимся захватом власти большевиками, и распорядился срочно перебросить 3-й кавалерийский корпус к Петрограду. Генерал Краснов в этой связи отдал секретный боевой приказ по 3-му кавалерийскому корпусу за № 47/21:
В Петрограде кучка безответственных людей, подкупленная Императором Вильгельмом, и толпа солдат Петроградского гарнизона, состоящая из трусов, упорно не желающих идти на позицию, решила насильственным путём свергнуть Временное правительство, Совет республики и Центральный исполнительный комитет Совета рабочих и солдатских депутатов.

Часть гарнизона Петрограда, также 1-й, 4-й и 14-й казачьи полки остались верны присяге и правительству. Юнкера и Женский батальон мужественно защищают Временное правительство и часть Совета солдатских и рабочих депутатов.

Для подавления вооружённой силой беспорядков Временное правительство призвало 44-ю пехотную дивизию, самокатные батальоны, 5-ю Кавказскую казачью дивизию, 23-й и 43-й донские казачьи полки и ещё некоторые свободные на фронте части, который спешно двинуты к Петрограду. Одновременно на фронте в 1-й армии части 51-й пехотной дивизии под влиянием пропаганды немецких агентов отказались идти на позицию на смену 148-й пехотной дивизии.

Командуемому мною корпусу приказано спешно погрузиться и направляться: 1-й Донской казачьей дивизии для водворения порядка в Петрограде, чтобы дать возможность состояться Учредительному собранию и Уссурийской казачьей дивизии в распоряжение командующего 1-й армией для водворения порядка и приведения к повиновению бунтующих частей.

Казаки и солдаты! Нас мало, но за нами честная солдатская присяга. Мы боремся за право, за свободу, за революцию и за Русский народ. С нами Бог! Наши противники — продавшиеся немцам люди, забывшие присягу. За их спиною измена, предательство и трусость. Никто из нас не сомневается, что правда и свобода восторжествуют на Руси при вашей бескорыстной и честной помощи.
На следующий день, бежав из столицы, Керенский лично приказал Краснову двинуть на столицу весь наличный состав корпуса — шесть сотен 9-го и четыре сотни 10-го Донских казачьих полков, всего 700 казаков.
«Корпус» взял Гатчину и Царское Село, однако для восстановления власти Временного правительства уже в районе Пулкова сил 700 казаков оказалось мало.

## Конец 3-го конного
9 ноября генерал Краснов прибыл в Великие Луки, где находились в это время эшелоны 10-го Донского казачьего полка, родного полка командующего корпусом, многие из которых были друзьями генерала и были им воспитаны. Один из адъютантов генерала Краснова предложил как наиболее безопасный для Петра Николаевича вариант — отправиться домой, на Дон, вместе с полком. Однако казаки отказались взять с собой генерала, мотивируя это тем, что это представляло для них опасность. Как писал впоследствии генерал, не отказ донцов взять его с собой его огорчил — он не мог ехать с ними в то время в принципе: не был ещё выполнен долг командующего перед корпусом, состоявший в задаче сбора корпуса и отправки его к генералу А. М. Каледину. Огорчила генерала трусость казаков некогда одной из самых отважных и прославленных частей Русской армии:

Яд большевизма вошёл в сердца людей моего полка, который я считал лучшим, наиболее мне верным, чего же я мог ожидать от остальных?.. Одна мысль, одна мечта была у них — домой! Эти люди были безнадежно потеряны для какой бы то ни было борьбы, на каком бы то ни было фронте.— П. Н. Краснов
В ноябре — декабре 1917 года остатки некогда славных и грозных кавалерийских полков разбежались по домам. Третьего конного корпуса не стало.

## Армейское подчинение корпуса за время существования
- В составе 9-й армии: апрель — ноябрь 1915
- В составе 6-й армии: декабрь 1915 — январь 1916
- В составе 9-й армии: январь — сентябрь 1916
- В составе 4-й армии: февраль — июль 1917
- В составе 11-й армии: июль — октябрь 1917
- В составе 1-й армии: октябрь 1917 — январь 1918

## Состав корпуса за время существования

### Октябрь 1915 — февраль 1916
- 10-я кавалерийская дивизия
- 1-я Донская казачья дивизия
- 1-я Терская казачья дивизия
- Отдельная гвардейская кавалерийская бригада
- 2-я Сводная казачья дивизия

### Февраль 1916 — апрель 1917
- 10-я кавалерийская дивизия
- 1-я Донская казачья дивизия
- 1-я Терская казачья дивизия
- Отдельная гвардейская кавалерийская бригада
- 12-я кавалерийская дивизия

### Апрель 1917 — январь 1918
- 1-я Донская казачья дивизия
- Уссурийская конная дивизия

## Командиры
- Свиты Его Императорского Величества генерал-лейтенант (с 15 января 1917 генерал от кавалерии) граф Келлер, Фёдор Артурович (11 марта 1915 — 7 апреля 1917)
- генерал-лейтенант Крымов, Александр Михайлович (7 апреля 1917 — 24 августа 1917)
- генерал-майор Краснов, Пётр Николаевич (26 августа 1917 — январь 1918)

### Временно исполнявшие должность командира корпуса
В связи с неоднократными ранениями генерала Ф. А. Келлера трижды на посту командира корпуса его замещали во время прохождения им лечения:
- Г. И. Чоглоков — лето 1915
- В. Е. Марков — 16—30 июня 1916
- Ф. С. Рерберг — 30 июня — 15 сентября 1916

## Известные военачальники — воспитанники «Келлеровского корпуса»
3-му конному, во многом благодаря суровым требованиям графа Келлера, было суждено стать своеобразной кузницей кадров: многие из его бывших бойцов стали известными военачальниками как уже по ходу Великой войны, так и на полях междоусобной гражданской.

### Генерал П. Н. Краснов
Воевавший под непосредственным руководством графа Келлера в составе 1-й Донской казачьей дивизии генерал Пётр Николаевич Краснов — будущий атаман Всевеликого Войска Донского и один из лидеров Белого движения — стал самым известным из воспитанников генерала Келлера.

### Генерал А. И. Дутов
В 1-м Оренбургском казачьем полку 10-й кавалерийской дивизии корпуса воевал и стал к концу войны его командиром будущий атаман Оренбургского казачьего войска и один из лидеров Белого движения Александр Ильич Дутов.

### Генерал И. Г. Барбович
Иван Гаврилович Барбович, неоднократно отмечавшийся Келлером в приказах и по 10-й кавалерийской дивизии, и по 3-му конному корпусу, стал одним из самых знаменитых белых кавалерийских начальников на Юге России. Высоко ценился в этом качестве командующим Русской армии в Крыму генералом бароном П. Н. Врангелем.
В эмиграции этот генерал стал руководителем одного из отделов Русского общевоинского союза.

### Генерал А. М. Крымов
Служивший под началом графа Келлера в 3-м конном и ставший известным благодаря своей неоднозначной роли в борьбе за власть в 1917 году, участник заговора А. И. Гучкова с целью дворцового переворота, позднее, в августовские дни — «меч генерала Корнилова», генерал Александр Михайлович Крымов.
Со времени формирования корпуса Крымов получил назначение исполняющего должность начальника штаба корпуса. После ухода графа Келлера из армии, с апреля и до назначения Корниловым командующим Особой петроградской армией в августе 1917 года, Крымов командовал 3-м корпусом.

### Генерал А. Г. Шкуро
В составе 3-го конного воевал знаменитый впоследствии казачий кавалерийский военачальник Добровольческой армии, «белый партизан» Андрей Григорьевич Шкуро.

### Генерал Б. Р. Хрещатицкий
Видный участник Белого движения, генерал (с 1919) Борис Ростиславович Хрещатицкий командовал в 3-м конном 2-й бригадой в составе 1-й Донской казачьей дивизии.

### Генерал В. Е. Марков
Ценимый командиром корпуса генерал Василий Евгеньевич Марков был выдвинут непосредственно генералом Келлером. Во время нескольких ранений Келлера Маркову было доверено временно исполнять должность командира корпуса. Во время гражданской войны генерал также сражался в рядах Белого движения.